# Causa General

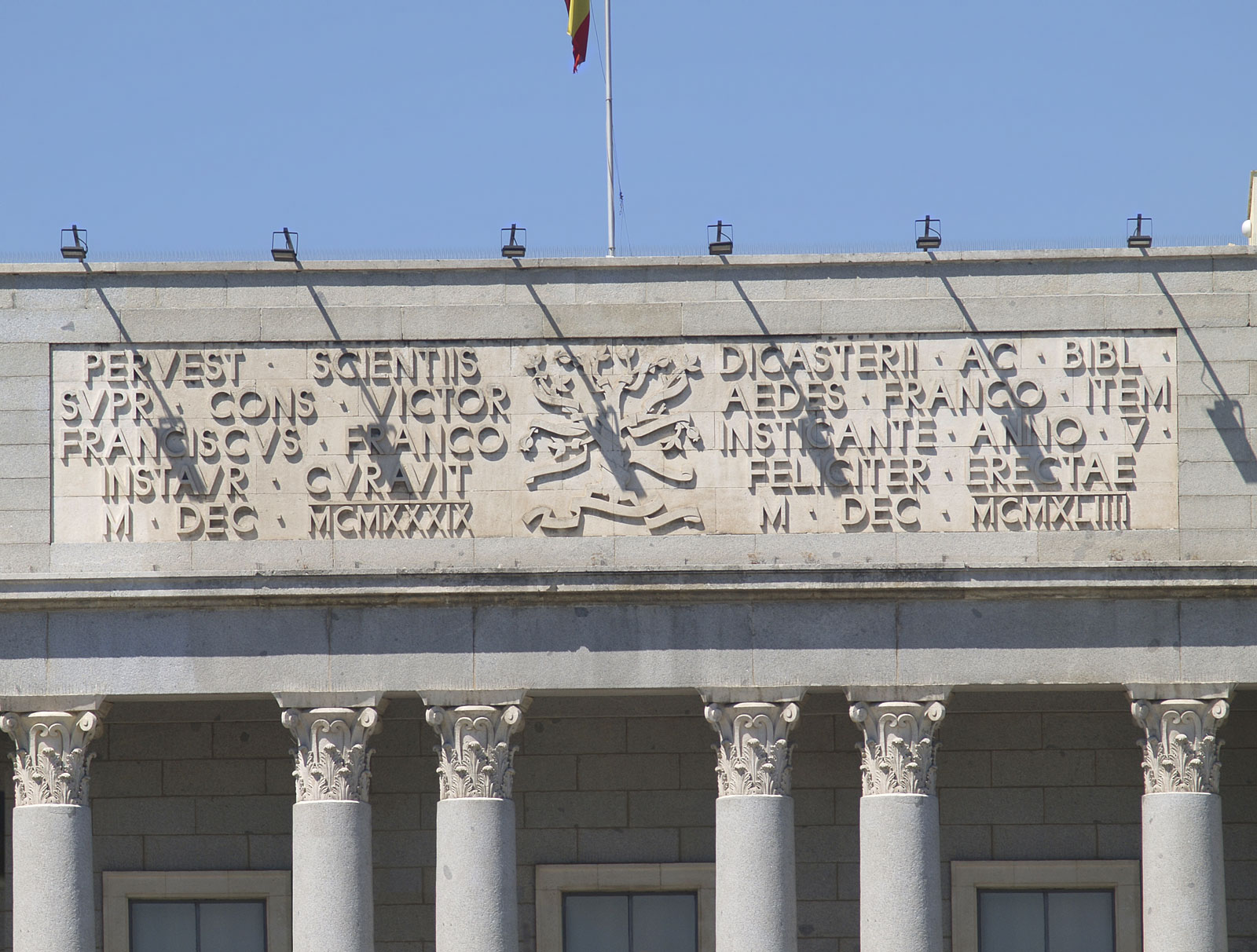
Detall de l'entrada de l'edifici principal del Consell Superior d'Investigacions Científiques en el complex del carrer Serrano (Madrid). Aquí es troba l'Arxiu Històric Nacional, on es troben dipositats els fons que constitueixen la Causa General.

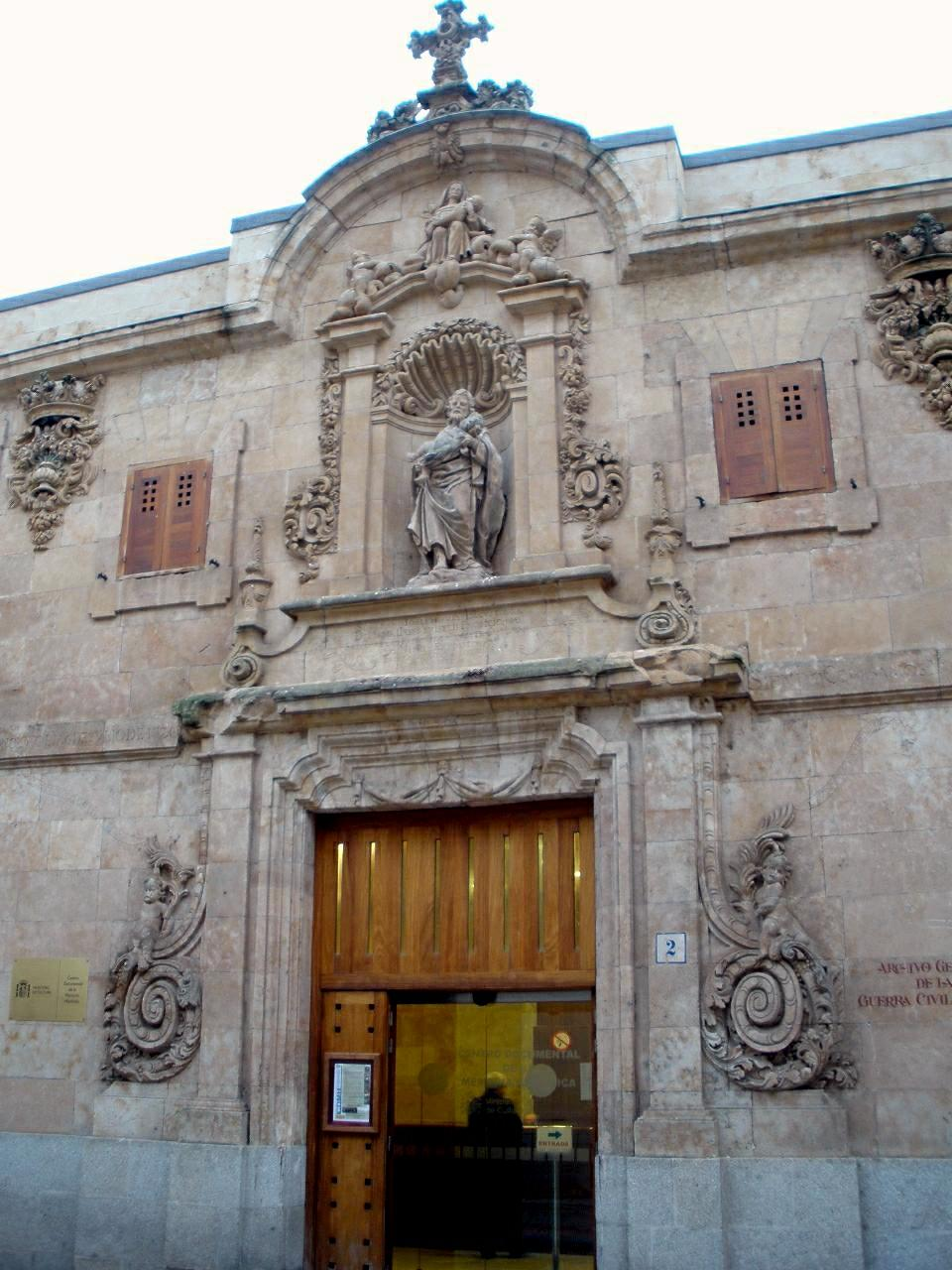
Arxiu General de la Guerra Civil espanyola a Salamanca.

La Causa General Instruïda pel Ministeri Fiscal sobre la dominació roja a Espanya, coneguda abreujadament com la Causa General (CG), fou un extens procés d'investigació impulsat pel ministre de Justícia franquista, Eduard Aunós Pérez, després de la Guerra Civil, mitjançant Decret del 26 d'abril de 1940, amb l'objecte, segons el seu preàmbul, d'instruir «els fets delictius comesos en tot el territori nacional durant la dominació roja».
| «                                  | La Causa general […] atribueix al Ministeri Fiscal, subordinat al Ministeri de Justícia, l'honrosa i delicada missió de fixar, mitjançant un procés informatiu fidel i veraç per a coneixement dels Poders públics i en interès de la Història, el sentit, abast i manifestacions més destacades de l'activitat criminal de les forces subversives que en 1936 van atemptar obertament contra l'existència i els valors essencials de la Pàtria, salvada si no hi ha altre remei, i providencialment, pel Moviment Alliberador… | » |
| — Nota explicativa, Edició de 1943 | |   |

Els vençuts per la rebel·lió de les forces insurrectes franquistes, paradoxalment van ser acusats de rebel·lió. La Causa General va recopilar informació sobre les circumstàncies i detalls no solament d'abusos i crims contra persones i béns comesos durant la contesa a la zona republicana, sinó tot tipus d'accions empreses per les autoritats, forces armades i de seguretat i partidaris dels governs republicans i d'esquerres des de la instauració de la Segona República el 1931. Va tenir una funció propagandística per justificar la rebel·lió franquista en guerra contra les atrocitats de la zona republicana, «com si en la zona franquista no n'hagueren hagudes».
La informació registrada per la Causa General, la recopilació de la qual va durar pràcticament fins als anys seixanta, va portar a l'obertura de nombrosos processos judicials posteriors en contra dels quals es consideraven responsables d'aquests, fins a la promulgació pel govern del dictador Francisco Franco el 1969 d'una llei per a la prescripció dels «delictes comesos amb anterioritat a l'1 d'abril de 1939».
La Causa General es va dur a terme sota la responsabilitat de la figura específica Fiscal Cap de la Causa General, establerta per un decret posterior de 1943, fins al seu traspàs al Ministeri de Justícia a partir de 1954, i va acumular una enorme documentació que és conservada des de 1980 a l'Arxiu Històric Nacional d'Espanya, a Madrid.

## Arxiu
Al setembre de 1980 es van rebre a l'Arxiu Històric Nacional, procedents de la Fiscalia General de l'Estat prop de 4.000 caixes, que guardaven documents corresponents a la «Causa General».